# Jätteflygekorrar
Jätteflygekorrar (Petaurista) är ett släkte däggdjur i ekorrfamiljen med 8 arter. De förekommer i tropiska och subtropiska delar av Asien.
Arterna är:
- Rödbrun jätteflygekorre Petaurista petaurista (Pallas 1766), Himalaya, Yunnan, Sydostasiens fastland, Sumatra, Java, Borneo
- Petaurista philippensis (Elliot 1839), Indien, Sri Lanka, Sydostasiens fastland, södra Kina, Taiwan
- Fläckig jätteflygekorre Petaurista elegans (Müller 1840), Yunnan, Sydostasiens fastland, Sumatra, Java, Borneo
- Petaurista alborufus (Milne Edwards 1870), södra Kina, Taiwan
- Petaurista magnificus (Hodgson 1836), Himalaya
- Petaurista nobilis (Gray 1842), Himalaya
- Petaurista xanthotis (Milne Edwards 1872), västra Kina
- Petaurista leucogenys (Temminck 1827), Japan, Kina

Vissa arter räknas som de största medlemmar i familjen Sciuridae över huvud taget men mellan arterna finns nämnvärda storleksskillnader. Till exempel når rödbrun jätteflygekorre en kroppslängd av 60 centimeter och därtill kommer en cirka 65 centimeter lång svans. Andra arter är med en kroppslängd på 30 centimeter och en svanslängd på 35 centimeter om hälften mindre. Pälsens färg varierar mycket mellan arterna och även inom samma art. Som namnet antyder är rödbrun jätteflygekorre huvudsakligen rödbrun på ovansidan och vitaktig på buken. Andra medlemmar har en svart, brun eller vitaktig grundfärg.
Alla arter lever i skogen. Beroende på utbredningsområde lever de i regnskogen eller i tempererade löv- eller blandskogar. Vanligen förekommer de upp till 900 meter över havet. I Himalaya lever de mellan 3 000 och 4 000 meter över havet. I skogen vistas de nära trädens krona 15 till 30 meter över marken. De rör sig liksom andra ekorrar eller svävar från träd till träd. På så sätt glider de över upp till 450 meter. Födan utgörs främst av nötter, frukter och blad, sällan insekter.
Jätteflygekorrar lever främst monogam i par, oftast med ett ungdjur. Vanligen föder honan bara ett ungdjur åt gången.
Människans relation till djurgruppen är inte enhetlig. Oftast lämnas de i fred. Å andra sidan jagas de av Taiwans ursprungsbefolkning för köttets skull. Avverkningen av regnskogen hade hittills inga nämnvärda negativa konsekvenser för jätteekorrarna. I Malaysia flyttade de till exempel över till parker och fruktodlingar och räknas där som kulturföljare. Trots allt finns vissa populationer som är hotade i beståndet. Så är Petaurista philippensis mycket sällsynt på Hainan och Petaurista alborufus är nästan försvunnit på Taiwan.